# Enrico Berlinguer
Enrico Berlinguer ([berliŋ'gwɛr]) (25. května 1922 Sassari – 11. června 1984 Padova) byl italský politik, národní tajemník Komunistické strany Itálie (Partito Comunista Italiano) od roku 1972 až do své smrti. Prosazoval spíše umírněnou politiku („historický kompromis“ s křesťanskou demokracií) a v roce 1980 se po kritice sovětského vpádu do Afghánistánu definitivně rozešel s Moskvou.

## Život
Enrico Berlinguer se narodil v Sassari na Sardinii do vlivné a politicky činné rodiny (jméno „Berlinguer“ odkazuje na období, kdy byla Sardinie pod vlivem aragonské dynastie). Jeho přímý bratranec Francesco Cossiga byl předsedou křesťanských demokratů a pozdějším prezidentem Italské republiky, stejně jako jeho další příbuzný, Antonio Segni. Dědeček Enrica Berlinguera, Enrico Berlinguer st. založil vlivné sardinské noviny La Nuova Sardegna a byl osobním přítelem Giuseppe Garibaldiho a Giuseppe Mazziniho.

### Politická kariéra
Od r. 1937 byl Berlinguer v kontaktu se sardinskými antifašisty, r. 1943 vstoupil do Italské komunistické strany (PCI) a brzy se stal stranickým sekretářem pro oblast Sassari. Následujícího roku byl při pouličních nepokojích na 3 měsíce uvězněn.
Po propuštění z vazby jej otec vzal do Salerna (oblast Kampánie, jižně od Neapole-po uzavření příměří s vojsky Aliance zde sídlila nová italská vláda a král), kde ho seznámil se svým bývalým spolužákem Palmirem Togliattim. Togliatti mladého Berlinguera prosadil nejprve do sekretariátu Komunistické organizace mládeže (FGCI) a v r. 1945 též do ústředního výboru PCI.
V r. 1946, když Togliatti dosáhl jako národní tajemník PCI nejvyšší funkce ve straně, povolal Berlinguera do Říma. Ten zde rychle stoupal ve stranické hierarchii: v r. 1948 se ve svých 26 letech stal nejmladším členem vedení strany vůbec, v r. 1949 byl jmenován národním sekretářem FGCI (zůstal jím až do r. 1956) a následujícího roku se stal prezidentem Světové federace demokratické mládeže, obdoby dřívější mládežnické komunistické internacionály. Již r. 1957 Berlinguer jako člen ústřední stranické školy PCI zrušil pro budoucí funkcionáře strany dosavadní povinnou návštěvu a politické školení v SSSR.

#### V čele strany
Berlinguerovy schopnosti ho předurčovaly k jisté politické kariéře. Ve volbách r. 1968 byl poprvé zvolen za Řím poslancem italského parlamentu, následujícího roku byl pak zvolen zástupcem tehdejšího národního tajemníka PCI Luigi Longa. V této funkci se zúčastnil r. 1969 mezinárodní konference komunistických stran v Moskvě, na které italská delegace projevila nesouhlas s oficiální politickou linií prosazovanou SSSR a nepodepsala závěrečný protokol. Berlinguer sám vyjádřil Brežněvovi ten nejsilnější odpor, když odmítl exkomunikovat čínské komunisty a hlavně, když odsoudil invazi vojsk Varšavské smlouvy do ČSSR (hovořil o „tragédií v Praze“) s tím, že tato vnáší do komunistického hnutí základní rozdíly v otázce národní suverenity, socialistické demokracie a svobody kultury vůbec.
Zásadový a pevný Berlinguer byl v r. 1972 zvolen národním tajemníkem PCI, a nahradil tak v nejvyšší stranické funkci odstupujícího Luigi Longa. V r. 1973, během hospitalizace po autonehodě při návštěvě Bulharska (dnes obecně považované za pokus Moskvy o jeho odstranění ), napsal tři zásadní a známé články pro intelektuální týdeník Rinascita („Pohled na Itálii“, „Po událostech v Chile“ a „Po převratu v Chile“). Poučen Pinochetovým pučem v nich představil strategii tzv. historického kompromisu, která by vedla (byť třeba dočasně) ke spolupráci dvou nejsilnějších, ale protichůdných italských politických stran – Křesťanských demokratů a PCI. Nová strategie měla pomoci vyvést zemi z řady ekonomických a politických krizí, a zabránit tak možnému vojenskému převratu v Itálii.

#### Kritika SSSR
V r. 1974 se Berlinguer setkal v Bělehradě s jugoslávským prezidentem Josipem Broz Titem, aby podpořil jeho snahu o nezávislou politiku směrem k ostatním komunistickým stranám. V r. 1976 v Moskvě opět potvrdil autonomní postavení PCI, když před shromážděním 5000 komunistických delegátů hovořil o „pluralitním systému“ (moskevským tlumočníkem přeložen jako „mnohostranný“) a představil úsilí PCI vybudovat „socialismus, jaký v Itálii sami potřebujeme a jaký je zde možný“. Když Berlinguer jménem PCI odsoudil jakékoli „zasahování“ do věcí jiných stran a zemí, byla roztržka se SSSR dokonána (PCI však stále ještě po nějakou dobu dostávala finanční pomoc z Moskvy). V rozhovoru pro Corriere della Sera Berlinguer prohlásil, že se cítí „bezpečně pod deštníkem NATO“. Moskva tak mohla jen rezignovaně konstatovat, že navzdory vlivu NATO jediné „zasahování“, které by zřejmě italští komunisté nepřežili, je vliv Sovětského svazu.
V r. 1977 na setkání v Madridu byly Enricem Berlinguerem z Komunistické strany Itálie, Santiagem Carillem z Komunistické strany Španělska a Georgem Marchaisem z Komunistické strany Francie přijaty základní teze eurokomunismu. Následující rozhovor Berlinguera pro moskevskou Pravdu byl otištěn jen v cenzurou krácené verzi.

#### Vnitřní politika
Berlinguerova snaha po sblížení s ostatními částmi italské společnosti vedla k zveřejnění jeho korespondence s biskupem Luigi Bettazim, což způsobilo značný údiv, neboť pořád platila poválečná exkomunikace komunistů papežem Piem XII. a vzájemné vztahy mezi církví a PCI se jevily jako silně nepravděpodobné. Otevření dveří PCI věřícím vedlo záhy k tomu, že se italská komunistická strana stala, jak se s nadsázkou tvrdilo, druhou největší katolickou silou v zemi. V r. 1976 získala PCI ve volbách 34,4 % hlasů, a byla tak vůbec nejsilnější komunistickou stranou západní Evropy.
Během krize kolem únosu Alda Mora, křesťansko-demokratického premiéra nakloněného strategii historického kompromisu, Rudými brigádami v březnu r. 1978 se Berlinguer postavil zcela zásadově proti vyjednávání s únosci a striktně dodržoval tzv. Frontu neústupnosti. Přesto aféra stranu částečně izolovala, a v důsledku tak znemožnila realizaci koncepce historického kompromisu. Okolnosti smrti Alda Mora nejsou doposud zcela známé. Podíl paramilitární organizace Gladio, vytvořené složkami NATO, a tajné lóže P2 (Propaganda due), které teroristickými akcemi v 60.-80. letech minulého století spoluvytvářely v Itálii tzv. „strategii napětí", a manipulovaly tak veřejnost proti sílící PCI a uzavření historického kompromisu, nebyl vyvrácen. Paradoxně spoluzakladatelem italské sekce Gladia byl nastupující ministr vnitra, budoucí prezident Itálie a Berlinguerův bratranec Francesco Cossiga . Nový socialistický prezident Giovanni Leone, podporovaný též PCI, nenaplnil očekávání komunistů a nepřizval je k sestavení vlády. Přetrvávající izolaci řešila PCI zaměřením se na komunální a regionální politiku, kdy při volbách do místních samospráv, též díky maximálnímu nasazení samotného Berlinguera, vykazovala značné zisky (oblast Toskánska a Emilia-Romagna a zde zejména „rudá Bologna“). Soustavně tak potvrzovala schopnost toho, že „vlak může být jednou řízen“ též na celorepublikové úrovni.

#### Rozchod se SSSR
V r. 1980 PCI veřejně odsoudila sovětskou invazi do Afghánistánu a do linie ji nevrátila ani rychlá návštěva Georgem Marchaisem vyslaného Moskvou k zažehnání konfliktu. Roztržka se stala otevřenou, když se PCI neúčastnila mezinárodní konference komunistických stran konané téhož roku v Paříži. Místo toho vykonal Berlinguer oficiální návštěvu Číny. V listopadu r. 1980 vyhlásil Berlinguer v Salernu strategii historického kompromisu za odloženou s tím, že by měla být nahrazena koncepcí „demokratické alternativy“. Roztržka s Moskvou se dále prohlubovala – r. 1981 Berlinguer uvedl, že dle jeho přesvědčení „se progresivní síly Říjnové revoluce vyčerpaly“, PCI kritizovala též „normalizaci“ v Polsku a brzy se rozchod s prosovětskou linií stal definitivní, následován dlouhou polemikou mezi oficiálními tiskovinami KSSS Pravdou a PCI L’Unita (polemika se ještě vyhrotila po návštěvě delegace PCI u Fidela Castra v Havaně).
Posledním politickým úsilím Berlinguera bylo posílit solidaritu mezi levicovými stranami. V červnu r. 1984 byl při veřejném mítinku v Padově postižen náhlou nevolností a tři dny poté zemřel na krvácení do mozku. Jeho pohřbu se v Římě zúčastnilo přes milión lidí, snad nejvíce v moderní historii Itálie.

## Závěrem

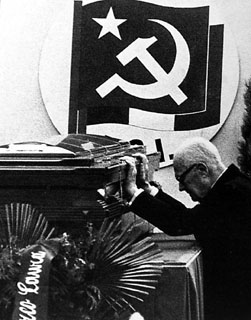
Berlinguerova rakev

Enrico Berlinguer byl obecně považován za bystrého, rozhodného a pevného politika a to jak v osobním, tak politickém životě. S respektem ho přijímali oponenti, mezi kterými neměl mnoho nepřátel. Nepochybně jeho největší zásluhou byl rozchod PCI s dogmatickou promoskevskou linii, zvaný v Itálii jako strappo a příklon strany k tzv. eurokomunismu. Vnitřní opozice v PCI mu vyčítala, že odklonem od revoluční perspektivy a faktickým přijetím západního politického rámce proměnil dělnickou stranu jen v další buržoazně-revizionistický klub. Stejně tak kritici eurokomunismu zleva poukazovali na nekoncepčnost a oportunismus celého hnutí. Politická pravice naopak shazovala význam strappo s tím, že rozchod s Moskvou trval několik let a nevěřila, že je definitivní. Nehledě na strany sporu, sám Berlinguer a s ním další v PCI a L’Unita dokázali, že kritika dogmatického autoritativního socialismu je nejen možná a žádoucí, ale hlavně analyticky přesná, když vychází zevnitř hnutí samého. Nicméně Berlinguer, i přes veškeré úsilí a silnou podporu zdola, nebyl schopen prolomit bojkot ostatních politických sil a dovést PCI k celorepublikové vládě. Příležitost nedostala ani jeho poslední koncepce „demokratické alternativy“. Oproti tomu došlo do deseti let od Berlinguerova úmrtí nejen k rozpadu SSSR, ale též italské politické scény a s ní i doposud masivní PCI samotné.